# Anne Meara
Anne Meara, née le 20 septembre 1929 à Brooklyn (New York, État de New York) et morte le 23 mai 2015 à Manhattan (New York, État de New York), est une actrice et scénariste américaine. Avec son mari Jerry Stiller, elle était membre d'une équipe de comédie éminente des années 1960, Stiller et Meara. Leur fils est l'acteur Ben Stiller. Elle a joué sur scène, à la télévision et dans de nombreux films, avant de devenir dramaturge.

## Biographie

### Jeunesse et débuts
Anne Meara naît le 20 septembre 1929 à Brooklyn (New York, État de New York) dans une famille catholique. Son père est avocat. Elle perd sa mère à l'âge de six ans.

### Parcours
Elle étudie l'art dramatique à la New School de New York. Elle tient de petits rôles dans des pièces de théâtre, dont The Silver Tassie (en) du dramaturge irlandais Seán O'Casey.

### Carrière

#### Stiller and Meara

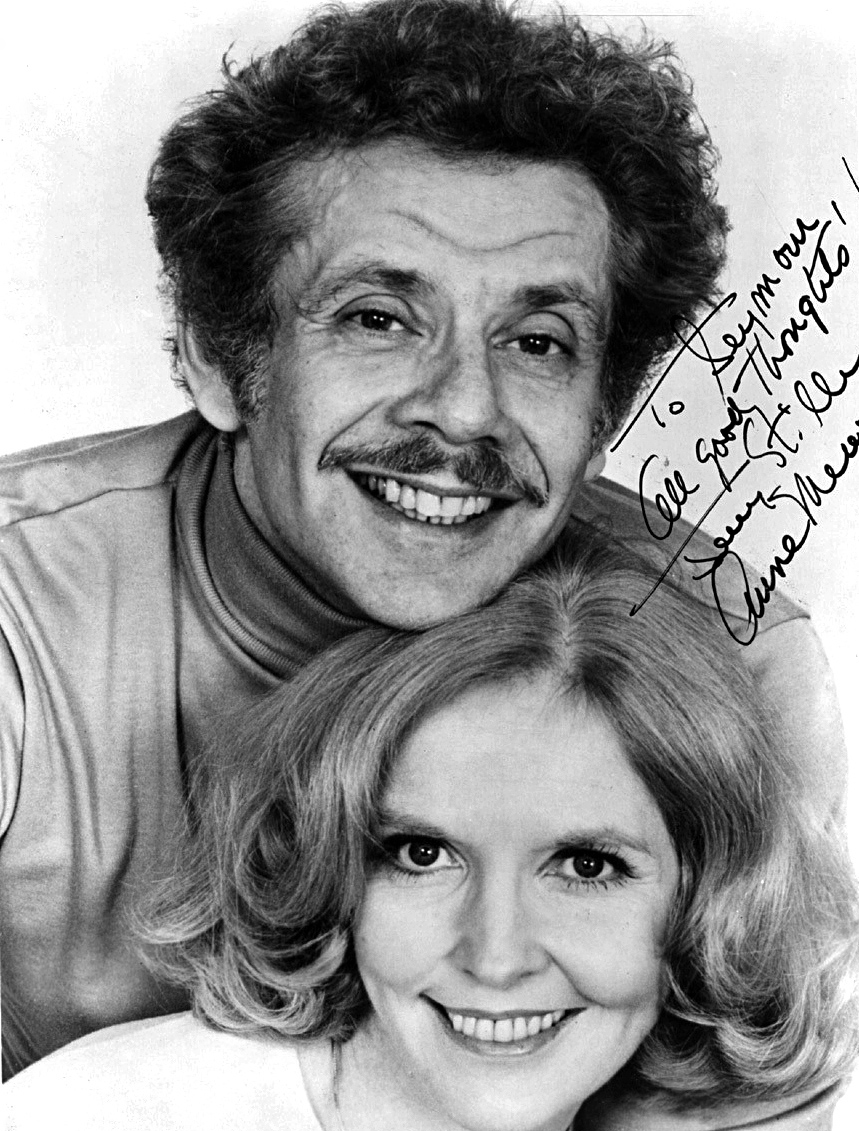
Anne Meara et Jerry Stiller vers 1965.

Avec Jerry Stiller qu'elle a épousé en 1954, Anne Meara intègre la compagnie Compass Players (en). L'actrice se convertit au judaïsme en 1961,. Au cours des années 1960, elle forme le duo comique Stiller and Meara avec son mari. Le couple se produit dans les clubs et est invité dans des émissions de variétés comme The Ed Sullivan Show. Voulant séparer leur vie professionnelle de leur vie de famille, ils dissolvent le duo en 1970.

#### Télévision
En 1975, Anne Meara joue le rôle-titre dans la série télévisée Kate McShane, rapidement retirée de l'antenne. Par la suite, elle tient des rôles secondaires, notamment dans Rhoda (en) et Archie Bunker's Place (en), une série dérivée de All in the Family. Avec son mari, elle écrit le pilote de The Stiller and Meara Show, mais aucun diffuseur ne leur commande une série. À la fin des années 1980, Meara interprète la mère de Kate Tanner, jouée par Anne Schedeen, dans la série Alf. Au cours des années 1990, elle tient un rôle récurrent dans La Force du destin (All My Children). Dans les années 2000, l'actrice interprète la mère de Steve Brady dans la série Sex and the City et joue à deux reprises dans New York, unité spéciale (Law and Order: Special Victims Unit).

#### Cinéma
En 1996, Anne Meara interprète Rita Malone dans En route vers Manhattan (The Daytrippers) de Greg Mottola.

#### Théâtre
Anne Meara fait ses débuts à Broadway en 1956 dans la pièce Un mois à la campagne d'Ivan Tourgueniev mise en scène par Michael Redgrave. Durant sa carrière théâtrale, elle joue notamment des œuvres de Bertolt Brecht et William Shakespeare. L'actrice interprète Marthy Owen dans la pièce Anna Christie (en) d'Eugene O'Neill, mise en scène en 1993 par David Leveaux (en).
Dans les années 1990, Anne Meara écrit sa première pièce, la comédie After-Play. En 2000, Down the Garden Paths est jouée au Long Wharf Theatre (en).

#### Autres activités
Dans les années 1970, Stiller et Meara enregistrent des spots publicitaires pour la radio. Ils sont notamment recrutés par la marque de vin Blue Nun (en).

### Famille
Anne Meara et Jerry Stiller se marient en 1954. Leurs enfants Amy et Ben Stiller sont acteurs.

## Récompenses
Anne Meara est récompensée aux WGA Awards pour le téléfilm The Other Woman (en), dont elle a écrit le scénario avec Lila Garrett (en). Au cours de sa carrière, elle est nommée à quatre reprises aux Emmy Awards. Anne Meara et son mari ont leur étoile sur le Walk of Fame d'Hollywood.
Elle est nommée aux Tony Awards en 1993 pour sa prestation dans Anna Christie. En 1995, le John Gassner Playwriting Award est attribué à sa pièce After-Play lors de la cérémonie des Outer Critics Circle Awards.

## Filmographie
Sauf indication contraire, les informations mentionnées dans cette section peuvent être confirmées par la base de données cinématographiques IMDb,  présente dans la section « Liens externes ».

### Cinéma
- 1970 : Escapade à New York (The Out of Towners) : une victime d'un pickpocket au poste de police
- 1970 : Lune de miel aux orties (Lovers and Other Strangers) : Wilma
- 1972 : Irish Whiskey Rebellion : Goldie Fain
- 1977 : Drôles de manières (Nasty Habits) : sœur Geraldine
- 1978 : Ces garçons qui venaient du Brésil (The Boys from Brazil) : Mrs. Curry
- 1980 : Fame : Mrs. Elizabeth Sherwood
- 1986 : Les Bons Tuyaux (The Longshot) : Madge
- 1986 : The Perils of P.K.
- 1987 : My Little Girl : Mrs. Shopper
- 1989 : That's Adequate : Charlene Lane
- 1990 : L'Éveil (Awakenings) : Miriam
- 1992 : Bienvenue en enfer (Highway to Hell) : Medea, serveuse au Pluto
- 1992 : Through an Open Window
- 1994 : Génération 90 (Reality Bites) : Louise
- 1994 : The Search for One-eye Jimmy : Holly Hoyt
- 1995 : La Colo des gourmands (Heavy Weights) : Alice Bushkin
- 1995 : Kiss of Death : la mère de Bev
- 1996 : En route vers Manhattan (The Daytrippers) : Rita Malone
- 1998 : Southie : Mrs. Quinn
- 1998 : The Thin Pink Line : Mrs. Langstrom
- 1999 : Babylon, USA (Judy Berlin) : Bea
- 1999 : A Fish in the Bathtub : Molly
- 1999 : Brooklyn Thrill Killers : Mrs. Perrett
- 1999 : A Tekerölantos naplója
- 2000 : The Independent (en) de Stephen Kessler : Rita
- 2001 : Chump Change : directrice de casting
- 2001 : Zoolander : une manifestante (non créditée)
- 2001 : Get Well Soon : Linda
- 2002 : Magic Baskets (Like Mike) : sœur Theresa
- 2002 : The Yard Sale : Hank
- 2003 : Crooked Lines : Hard Boiled
- 2006 : La Nuit au musée : Debbie

### Télévision

#### Séries télévisées
- 1954 : The Greatest Gift : Harriet
- 1972; 1973 : The Paul Lynde Show : Grace Dickerson (épisodes 3, 8 et 24 de la saison 1)
- 1975 : Kate McShane : Kate McShane
- 1979 : La croisière s'amuse : Margaret Hanrahan (Saison 2 Épisode 26)
- 1986; 1990 : Alf : Dorothy Halligan
- 1986 : The Stiller & Meara Show ( : Anne Bender
- 1987 : CBS Schoolbreak Special (épisode 4 de la saison 4 : The Day They Came to Arrest the Book) : Mrs. Salters
- 1991 : The General Motors Playwrights Theater (1er épisode : Avenue Z Afternoon) : Rose Finker
- 1993 ; 1998 : La Force du destin ("All My Children") : Peggy Moody (5 épisodes)[9]
- 1993 : CBS Schoolbreak Special (épisode 3 de la saison 10 : Love Off Limits) : Mrs. Salters
- 1998 : Un gars du Queens (saison 1, épisode 16) : Veronica Olchin
- 2004 : New York, unité spéciale (Law & Order: Special Victims Unit) (saison 6, épisode 4) : Ida Becker
- 2012 : New York, unité spéciale (saison 14, épisode 9) : Irene Kerns

#### Téléfilms
- 1960 : Ninotchka : Anna
- 1971 : Dames at Sea : Joan
- 1976 : Celebration: The American Spirit : elle-même
- 1983 : The Other Woman : Peg Gilford
- 1987 : The Hustler of Money : barmaid
- 1997 : Jitters : Louise
- 2001 : Les Liens du cœur (What Makes a Family) : Evelyn Cataldi

Anne Meara est également scénariste de deux films télévisés :
- 1983 : The Other Woman
- 1999 : After Play